# Orde van Tudor Vladimirescu
De Orde van Tudor Vladimirescu was een op 12 april 1966 ingestelde ridderorde van het communistische Roemenië. De orde werd aan de hoogste leiding van het leger en staat verleend voor hun "actieve deelname aan de revolutionaire strijd voor de oprichting van democratische vrijheden en het socialisme". Men droeg de versierselen, een gouden ster met briljanten, een gouden ster en een zilveren ster met groen geëmailleerd medaillon, een zilveren ster met rood medaillon en een bronzen ster met taankleurig medaillon zonder lint op de rechterborst. De typische socialistische orde had geen ridders, alleen dragers in vijf graden. Voor vreemdelingen was er een iets kleinere ster. Deze ster werd vaak aan Russische maarschalken toegekend.
De dagelijks op uniformen gedragen baton was rood-geel-rood.
Op papier waren de versierselen dus kostbaar, in werkelijkheid werden lang niet alle Roemeense onderscheidingen van kostbare metalen vervaardigd.
- Ie Klasse, Gouden ster met diamanten, 3 maal uitgereikt
- Ie Klasse, Ster van vergulde tombak met zirkonen, 150 3 maal uitgereikt
- IIe Klasse, Verguld bronzen ster, 1910 3 maal uitgereikt
- IIe Klasse, Ster van tombak, 250 3 maal uitgereikt
- IIIe Klasse, Verzilverde bronzen ster, 50 3 maal uitgereikt
- IIIe Klasse, Verzilverde ster van tombak, 1000 3 maal uitgereikt
- IVe Klasse, verzilverde tombak, 20003 maal uitgereikt
- Ve Klasse, tombak en brons, 3500 3 maal uitgereikt

De orde was naar de middeleeuwse nationale held Tudor Vladimirescu genoemd.